# Jordan Sinclair
Jordan Sinclair (sinh ngày 11 tháng 7 năm 1996) là một cầu thủ bóng đá người Scotland thi đấu cho Brechin City, ở vị trí tiền vệ.

## Thống kê sự nghiệp
Tính đến trận đấu diễn ra ngày 2 tháng 1 năm 2018
| Câu lạc bộ          | Mùa giải            | Giải vô địch        | Giải vô địch | Giải vô địch | Cúp bóng đá Scotland | Cúp bóng đá Scotland | Cúp Liên đoàn | Cúp Liên đoàn | Khác    | Khác      | Tổng cộng | Tổng cộng |
| Câu lạc bộ          | Mùa giải            | Hạng đấu            | Số trận      | Bàn thắng    | Số trận              | Bàn thắng            | Số trận       | Bàn thắng     | Số trận | Bàn thắng | Số trận   | Bàn thắng |
| ------------------- | ------------------- | ------------------- | ------------ | ------------ | -------------------- | -------------------- | ------------- | ------------- | ------- | --------- | --------- | --------- |
| Hibernian           | 2015–16             | Championship        | 0            | 0            | 0                    | 0                    | 1             | 0             | 0       | 0         | 1         | 0         |
| Livingston          | 2016–17             | Giải vô địch One    | 6            | 0            | 0                    | 0                    | 2             | 0             | 2       | 0         | 10        | 0         |
| Brechin City        | 2017–18             | Championship        | 19           | 5            | 1                    | 1                    | 2             | 0             | 0       | 0         | 22        | 6         |
| Tổng cộng sự nghiệp | Tổng cộng sự nghiệp | Tổng cộng sự nghiệp | 25           | 5            | 1                    | 1                    | 5             | 0             | 2       | 0         | 33        | 6         |

1. ↑  Số lần ra sân tại Scottish Challenge Cup